# Peter Sendel
Peter Sendel, född den 6 mars 1972 i Ilmenau, är en tysk före detta skidskytt.
Sendel debuterade i världscupen under säsongen 1993/1994 och totalt blev det fem andraplatser i världscupen.
Sendels främsta framgångar är i samband med mästerskap som en del av tyska stafettlag. Vid OS 1998 i Nagano blev det guld i stafett och vid OS 2002 slutade det tyska laget på andra plats efter Norge. I världsmästerskapssammanhang tog Sendel två VM-guld. Den bästa individuella placering som Sendel uppnådde i ett mästerskap var en fjärde plats vid VM 2000 i Oslo.
2004 valde Sendel att avsluta sin karriär som skidskytt.